# La Busqueta
La Busqueta és un mas a poc menys d'un km al sud-est de la vila de Sant Llorenç Savall (al Vallès Occidental) protegit com a bé cultural d'interès local. El mas de la Busqueta existia des de l'any 1270. Totes les restauracions que s'han anat succeint en aquests darrers anys han estat fetes amb molta cura i respectant sempre l'aparença antiga.
Es tracta d'una masia formada per diversos cossos tancats per un mur. Una portalada d'arc rebaixat amb una petita teulada dona pas al pati que s'estén davant de la masia. La façana principal té la porta d'entrada amb arc rodó de mig punt i adovellat i al primer pis hi ha finestres emmarcades per grans carreus de pedra; al seu costat hi ha un rellotge de sol esgrafiat. Al capdamunt de la façana, en l'espai de sota teulat, hi ha les golfes amb obertures arcades. La teulada és a dues aigües amb el carener perpendicular a la façana.
La masia es prolonga al llarg d'altres edificacions adossades amb volums marcadament irregulars.